# Oveja castellana
La Castellana es una raza ovina autóctona española originaria de Castilla y León. Toma su nombre de Castilla, región de procedencia de la raza junto a la de León, ubicadas mayoritariamente ambas en la Meseta Norte. Su distribución actual se localiza mayoritariamente en las provincias de Zamora, Salamanca y Valladolid, en la comunidad autónoma de Castilla y León, aunque también hay censos importantes en las provincias de Ávila, Segovia y Soria, y rebaños dispersos en las de León y Cáceres (Extremadura).
Forma parte del grupo ovino autóctono de Castilla y León, junto con las razas churra, ojalada y roya bilbilitana. Está compuesta por dos variedades: la castellana blanca, inscrita en el Catálogo Oficial de Razas de Ganado de España del Ministerio de Agricultura, Pesca y Alimentación como raza de fomento, y la castellana negra, que está incluida como raza en peligro de extinción, como la mayor parte de razas ovinas autóctonas de España. Su carne está incluida en la IGP Lechazo de Castilla y León, y con su leche se elabora entre otros, el Queso zamorano (DOP).
La oveja castellana formó parte de la creación de la raza ovina mexicana borrego Chiapas, que cría tradicionalmente el pueblo indígena de los tsotsiles, en Los Altos de Chiapas, estando vinculada genéticamente a su variedad negra. También desciende de ella el criollo chilote de Chile.

## Historia
Se trata de una raza procedente del tronco castaño de ovejas entrefinas, cuyo ancestro común es el ovis aries celtivericus, como en el caso de la oveja churra y la ojalada. La raza debió de irse definiendo en los siglos XVIII y XIX, y en este último comienza a ser citada con el nombre de castellana. Su explotación está asociada a los cultivos de cereal en la meseta norte, donde el redileo en las rastrojeras para estercolarlas era parte fundamental de las labores agrícolas, aunque en otras épocas del año aprovechaban pastos marginales.
Con la finalidad de rentabilizar las explotaciones, durante los años 1970-1990, los ganaderos de la raza comenzaron un sistema de cruzamientos continuados con razas extranjeras más productivas, como la awassi (procedente de Siria), la assaf (originaria de Israel) y la milchschaf (de Alemania y Países Bajos). Además, las poblaciones de la provincia de Salamanca son las de mayor cruzamiento de la raza en busca de un cordero más grande, sobre todo con merino precoz y con manchega, por lo que en esta zona más que ganado de raza castellana, debería hablarse de ganado de tipo castellano. Las de la zona sur de Valladolid también tienen influencia manchega, y morfológicamente son de mayor formato, con orejas y patas más largas.
En 1979 se incluyó la raza en el Catálogo Oficial como raza de fomento, y en 1982 se creó la asociación (ANCA). Un año más tarde se estableció el Registro Especial de Ganado Selecto de la Raza, y en 1988 el Libro Genealógico. Finalmente, en el año 2000, se aprobaron los esquemas de selección lechero y de prolificidad/capacidad maternal para el ganado de carne.
En lo que respecta al número de ejemplares, el último censo oficial realizado en 1982 incluía unas cifras de 1 650 000 cabezas, y en 2001 se calculaba que estarían entre las 800 000 y 900 000 en Castilla y León, aunque incluidas las cruzadas, pues en pureza se estimaban unos 200 000 ejemplares. En 2019 el número era de 350 000, aunque la última actualización del libro genealógico solo incluye 47 582, debido a que la mayoría de ganaderos no inscriben sus efectivos en el libro.

## Características
Una de las características que más distingue a la raza es su gran rusticidad, que le permite pastorear en cualquier tipo de terreno, y sobrevivir en zonas extremadamente secas y pobres. Morfológicamente ambas variedades son idénticas, y la raza se describe como eumétrica, mesolínea y de perfil recto o subconvexo. Las medidas zoométricas son bastante variables, dependiendo de la zona y el tipo de explotación, aunque su perfil es de tamaño medio.
Su cabeza es de tamaño medio, alargada y aplanada lateralmente, desprovista de lana y recubierta de piel fina. Poseen orejas de tamaño pequeño-medio proyectadas horizontalmente y muy vivaces. Los cuernos no son muy frecuentes en la raza, aunque pueden aparecer, especialmente en la variedad negra y en concreto en los machos. Son fuertes, centrífugos y bien desarrollados; en la blanca son de color pardo y en la negra muy oscuros o negros. Son muy raros en las hembras, y cuando aparecen son pequeños y débiles, y los pierden con facilidad; sus labios son finos. De cuello musculado sin pliegues, en ocasiones con maellas aunque más propias de la blanca, tronco profundo y cruz poco destacada. Su grupa es cuadrada y ligeramente caída, y las extremidades son fuertes, de longitud media y con articulaciones y cañas finas.

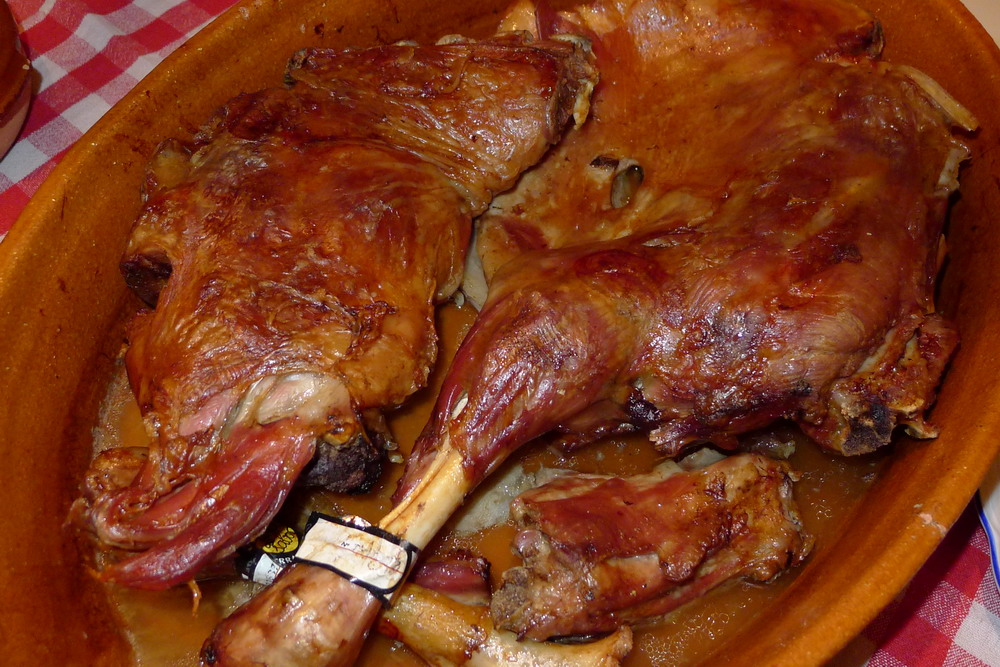
Lechazo asado, la receta más tradicional que se emplea para su carne.

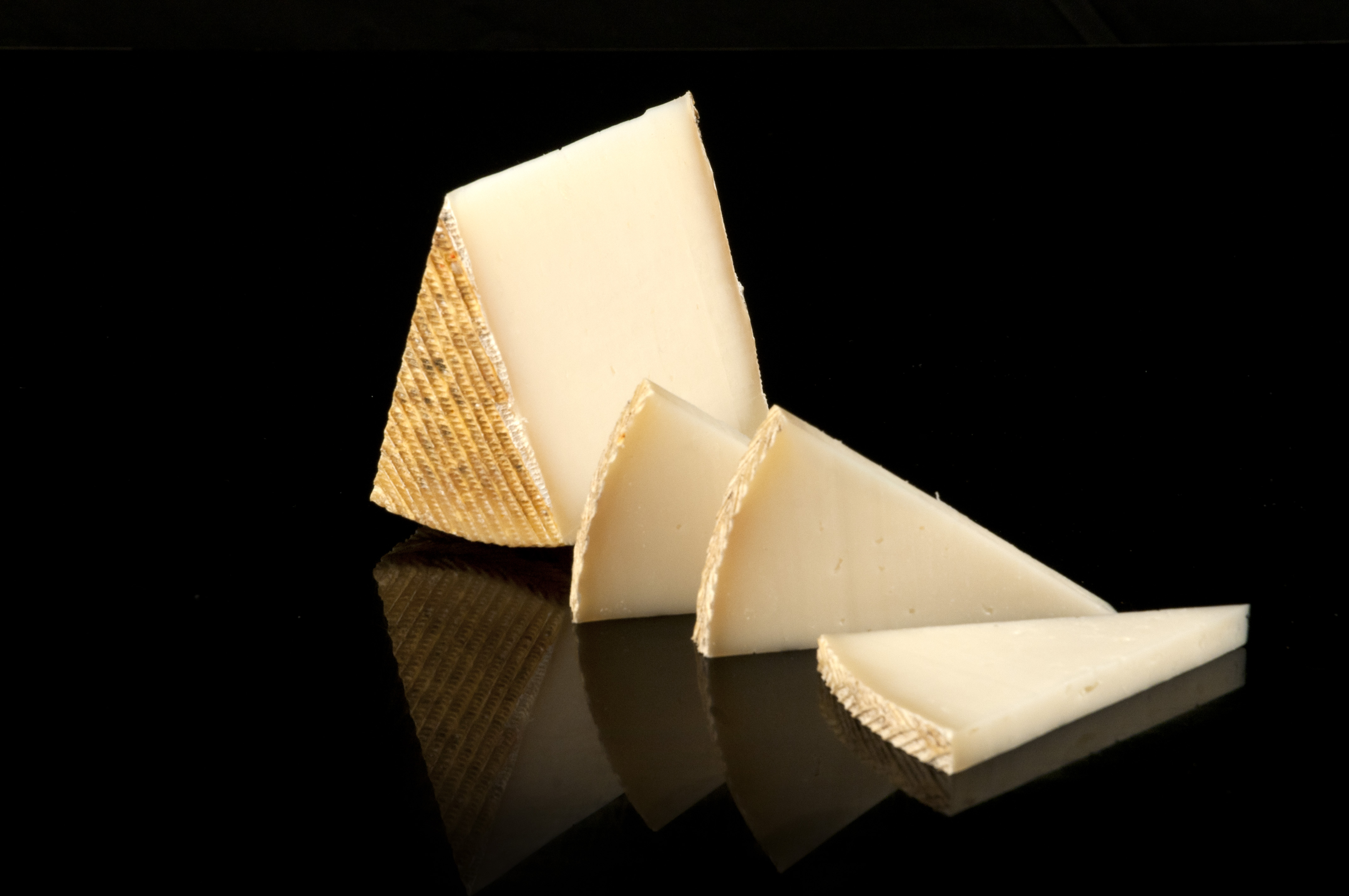
Queso de la DOP Queso zamorano, elaborado con su leche.

En lo que respecta a su capa, principalmente están la blanca y la negra, aunque también existen animales jardos o berrendos, producto de la mezcla de ambas. Las ovejas blancas tienen la piel clara uniforme, aunque ocasionalmente presentan pintas negras o pardas en el interior de las orejas, nariz, mucosas o en la parte distal de las extremidades. Las ovejas oscuras se caracterizan por el color negro de su piel, mientras que en los jardos la piel es algo gruesa, con pelo de cobertura brillante en la cara. El vellón es entrefino, denso y cerrado, que se abre en mechas rectangulares. Se extiende por el tronco y cuello, sin rebasar los corvejones. En la variedad negra la lana es oscura la mayoría de las veces, aunque admite gran variedad de tonalidades que van desde el pardo muy oscuro, tonos rojizos o incluso muy claros, denominados albarinos o albadíos. Presenta manchas blancas en la nuca y en la punta de la cola, aunque la caudotomía que se realiza a las hembras no permite observarla.
Su producción está destinada principalmente a la comercialización cárnica y la extracción de leche, porque venta de la lana no resulta rentable; también se utiliza en la producción de abono orgánico. Su carne está incluida desde 1997 en la IGP Lechazo de Castilla y León, junto con los corderos (en Castilla y León denominados lechazos) de las razas churra y ojalada. Su carne tiene un color blanquecino rosado, de olor poco intenso y de sabor suave y agradable, debido a que son alimentados únicamente de leche materna. También se producen corderos recentales y pascuales, diferenciados de los lechazos en el peso, así como en la alimentación, pues se complementa con pienso concentrado.
También es destacable su producción de leche, destinada a la elaboración de quesos, como el tipo Castellano, o el Queso Zamorano, cuya calidad está avalada por la denominación de origen protegida del mismo nombre. Para ser incluido como queso de la denominación, la leche debe proceder de madres de raza churra o castellana, y el padre debe pertenecer a la raza assaf española.

### Variedad negra
La raza fue originalmente de capa oscura,  pero al ser despreciada su lana por no poderse teñir, a partir del siglo XIX se comenzó a seleccionar animales más claros hasta llegar a la capa blanca, introduciendo en la zona ejemplares de oveja manchega para su cruce. Además, tras la guerra civil española, la autarquía hizo que se eliminara sistemáticamente esta variedad negra por la necesidad de paños y telas en el país. Todo ello provocó una disminución progresiva de ejemplares, y aunque la raza fue incluida como raza de fomento en el Catálogo Oficial de Razas de 1979 (por no dividirlas en variedades), la actualización del catálogo de 1997 incluyó la variedad negra en la categoría de razas en peligro de extinción.
La principal diferencia con la variedad blanca es el color de su lana, que varía desde el negro al pardo-rojizo, y presentan una mancha blanca en el extremo de la cola y otra en la nuca. El vellón es cerrado, formando mechas rectangulares de unos 8 cm de largo de media. En las zonas en las que carece de lana, su piel es de color negro azabache. En Zamora, las capas tradicionales que utilizaban los pastores, han sido adoptadas por algunas cofradías religiosas como la Hermandad del Cristo del Amparo (llamada popularmente «Capas Pardas»), y utilizan para su tejido esta lana oscura. Otra diferencia parecen ser los cuernos, pues mientras que en la variedad blanca son muy poco habituales, en la negra son relativamente frecuentes en los machos.
La Junta de Castilla y León, en su trabajo por fomentar y mantener las razas autóctonas de la comunidad, y especialmente las que se encuentran en grave peligro, tiene una línea de subvenciones ganaderas que incluyen a esta variedad negra. A pesar de ello y de la situación en la que se encuentra esta variedad en la actualidad, se mantiene la penalización en las partidas de lechazos de piel negra en el momento de su comercialización. También es muy infravalorada su lana en el mercado, llegándose a pagar una décima parte por ella que por la de castellana blanca.
En 2001 su censo se estimaba por debajo de las 5000 cabezas, y a pesar de la situación, no se contaba con un plan de conservación de la variedad. Coexiste integrada en rebaños de variedad blanca, y en 2022 solo había un rebaño comercial íntegramente negro. La Diputación Provincial de Salamanca posee otro rebaño de negra pura en una finca de Aldehuela de la Bóveda.

## Distribución
Su distribución mayoritaria como raza extensiva se localiza en la provincia de Zamora, aunque tiene censos importantes en las de Salamanca, Ávila, Segovia, Soria y Valladolid. En lo que respecta a la de Zamora, se encuentra en la zona protegida de Arribes del Duero, Sierra de la Culebra y Sanabria, estando presente en las comarcas de Aliste, Tierra de Alba, La Carballeda y parte de la Tierra de Tábara. En la zona de Salamanca se localiza en las áreas de Peñaranda de Bracamonte, La Armuña y La Moraña. En Valladolid se encuentran pequeños focos alrededor de Medina del Campo y Olmedo, y comparte área de expansión con la raza churra en la Tierra de Campos, igual que en la provincia de Segovia, en la que destaca la comarca de Cuéllar, donde algunos ejemplares han sido reconocidos en concursos morfológicos de la raza, Fuentepelayo y Zarzuela del Monte. También hay rebaños dispersos en las provincias de León y Cáceres.
Los últimos datos recogidos del libro genealógico en el Catálogo Oficial cifran en 47 582 las cabezas actuales de raza pura, de las cuales 45 759 son hembras y 1278 son machos. Los ejemplares se reparten en un total de 79 ganaderías de Castilla y León, y en una de La Rioja, y se constata una tendencia evolutiva de la población. Los últimos datos de la variedad negra son un total de 23 270 cabezas, de las cuales 743 son machos, y se reparten también en 80 ganaderías, presumiblemente las mismas, aunque su zona principal es Zamora, seguida de Salamanca.